# Ryo Arita
Ryo Arita (japanisch 有田 稜 Arita Ryo; * 28. August 1999 in der Präfektur Fukuoka) ist ein japanischer Fußballspieler.

## Karriere
Ryo Arita erlernte das Fußballspielen in den Jugendmannschaften des Tobata FC und dem FC NEO, in der Schulmannschaft der Kokura Technical High School sowie in der Universitätsmannschaft der Kokushikan-Universität. Seinen ersten Vertrag unterschrieb er am 1. Februar 2022 beim Iwaki FC. Der Verein aus Iwaki, einer Stadt in der Präfektur Fukushima, spielt in der dritten japanischen Liga. Sein Drittligadebüt gab er am 27. März 2022 (3. Spieltag) im Auswärtsspiel gegen den Ehime FC. Hier wurde er in der 90.+4 Minute für Shōta Suzuki eingewechselt. Eine Minute später erzielte er sein erstes Drittligator. Auf Vorlage von Ryoma Itō schoss er den Siegtreffer zum 2:1. Am Ende der Saison feierte er mit Iwaki die Meisterschaft und den Aufstieg in die zweite Liga. Mit 17 Treffern wurde er Torschützenkönig der dritten Liga. Nach zwei Spielzeiten, in denen er 70 Ligaspiele bestritt, wechselte er im Januar 2024 nach Tendō zum ebenfalls in der zweiten Liga spielenden Montedio Yamagata. Nach zehn Ligaspielen wechselte er im Juli 2024 auf Leihbasis zum Ligakonkurrenten Kagoshima United FC. Am Ende der Saison 2024 belegte er mit Kagoshima den 19. Tabellenplatz und musste somit in die dritte Liga absteigen. Nach dem Abstieg verließ er den Verein und schloss sich im Februar 2025 ebenfalls auf Leihbasis dem Zweitligisten Renofa Yamaguchi FC an.

## Erfolge
Iwaki FC
- Japanischer Drittligameister: 2022  ▲

## Auszeichnungen
J3 League
- Torschützenkönig: 2022